# 1000-km-Rennen von Brands Hatch 1986

Brands-Hatch-Streckenlyout 1986

Das 1000-km-Rennen von Brands Hatch 1986, auch Shell Gemini 1000 km Brands Hatch, fand am 20. Juli in Brands Hatch statt und war der fünfte Wertungslauf der Sportwagen-Weltmeisterschaft dieses Jahres.

## Das Rennen
Das 1000-km-Rennen von Brands Hatch endete 1986 mit dem Gesamtsieg von Bob Wollek und Mauro Baldi im Brun-Motorsport-Porsche 956 GTi. Im Ziel hatte das Duo einen Vorsprung von vier Runden auf Hans-Joachim Stuck, Klaus Ludwig und Derek Bell im Porsche 956 von Joest Racing. Die C2-Klasse gewannen Ray Mallock und David Leslie im Ecosse C286, die in der Gesamtwertung den siebten Rang belegten.

## Ergebnisse

### Schlussklassement
| 1                  | C1  | 14  | Liqui Moly                              | Bob Wollek Mauro Baldi                            | Porsche 956 GTi | 236 |
| 2                  | C1  | 7   | Joest Racing                            | Hans-Joachim Stuck Klaus Ludwig Derek Bell        | Porsche 956B    | 232 |
| 3                  | C1  | 19  | Brun Motorsport                         | Thierry Boutsen Frank Jelinski                    | Porsche 956     | 231 |
| 4                  | C1  | 53  | Silk Cut Jaguar                         | Derek Warwick Jean-Louis Schlesser                | Jaguar XJR-6    | 231 |
| 5                  | C1  | 8   | Joest Racing                            | Paolo Barilla Klaus Ludwig Louis Krages           | Porsche 956     | 230 |
| 6                  | C1  | 51  | Silk Cut Jaguar                         | Eddie Cheever Gianfranco Brancatelli              | Jaguar XJR-6    | 230 |
| 7                  | C2  | 79  | Ecurie Ecosse                           | Ray Mallock David Leslie                          | Ecosse C286     | 221 |
| 8                  | C1  | 9   | Obermaier Racing                        | Jürgen Lässig Dudley Wood Fulvio Ballabio         | Porsche 956     | 220 |
| 9                  | C1  | 66  | Cosmic Racing Promotions                | Tiff Needell Costas Los                           | March 84G       | 219 |
| 10                 | C2  | 105 | Kelmar Racing                           | John Nicholson Maurizio Gellini Pasquale Barberio | Tiga GC85       | 209 |
| 11                 | C2  | 70  | Spice Engineering                       | Ray Bellm Gordon Spice                            | Spice SE86C     | 204 |
| 12                 | C2  | 90  | Jens Winther Denmark                    | David Mercer Jens Winher                          | URD C83         | 195 |
| 13                 | C2  | 98  | RBR Tiga                                | Duncan Bain David Andrews                         | Tiga GC286      | 191 |
| 14                 | C2  | 83  | Techno Racing                           | Daniele Gasparri Toni Palma Luigi Taverna         | Alba AR3        | 176 |
| 15                 | C2  | 97  | RBR Tiga                                | Val Musetti David Palmer                          | Tiga GC285      | 168 |
| 16                 | C2  | 77  | Chamberlain Engineering                 | Will Hoy Gareth Chapman Dan Murphy                | Tiga TS85       | 168 |
| 17                 | C2  | 95  | Roland Bassaler                         | Dominique Lacaud Pascal Pessiot Roland Bassaler   | Sauber SHS C6   | 168 |
| 18                 | C2  | 72  | John Bartlett Racing with Goodman Sound | Robin Donovan Max Cohen-Olivar Kenneth Leim       | Bardon DB1      | 165 |
| Ausgefallen        |     |     |                                         |                                                   |                 |     |
| 19                 | C1  | 18  | Brun Motorsport                         | Oscar Larrauri Jesús Pareja                       | Porsche 962C    | 204 |
| 20                 | C1  | 6   | Sponsor Geest Team                      | Andrea de Cesaris Bruno Giacomelli                | Lancia LC2-85   | 156 |
| 21                 | C2  | 74  | Gebhardt Motorsport                     | Stanley Dickens Max Payne Nick Adams              | Gebhardt JC853  | 149 |
| 22                 | C2  | 102 | Lucien Rossiaud                         | Bruno Sotty Lucien Rossiaud Noël del Bello        | Rondeau M379C   | 133 |
| 23                 | C1  | 17  | Brun Motorsport                         | Walter Brun Massimo Sigala                        | Porsche 962C    | 107 |
| 24                 | GTP | 21  | Richard Cleare Racing                   | James Weaver Lionel Robert Richard Cleare         | March 85G       | 46  |
| 25                 | C1  | 20  | Tiga Team                               | Tim Lee-Davey Neil Crang                          | Tiga GC86       | 41  |
| 26                 | C2  | 99  | RBR Tiga                                | Thorkild Thyrring John Sheldon                    | Tiga GC286      | 35  |
| 27                 | C2  | 75  | ADA Engineering                         | Evan Clements Ian Harrower                        | Gebhardt JC843  | 28  |
| 28                 | C2  | 92  | Automobiles Louis Descartes             | Jacques Heuclin Louis Descartes                   | ALD 02          | 28  |
| 29                 | C2  | 89  | Martin Schanche Racing                  | Martin Schanche Torgjer Kleppe                    | Argo JM19       | 20  |
| 30                 | C2  | 84  | Simpson Engineering                     | Robin Smith Stefano Sebastiani Vivian Candy       | Simpson C286    | 1   |
| Nicht gestartet    |     |     |                                         |                                                   |                 |     |
| 31                 | C1  | 33  | John Fitzpatrick Racing                 | Emilio de Villota Fermín Vélez                    | Porsche 956B    | 1   |
| 32                 | C1  | 52  | Silk Cut Jaguar                         | Derek Warwick Jean-Louis Schlesser                | Jaguar XJR-6    | 2   |
| Nicht qualifiziert |     |     |                                         |                                                   |                 |     |
| 33                 | C2  | 104 | Jean-Claude Ferrarin                    | Jean-Claude Ferrarin Philippe Mazué               | Isolia 002      | 3   |

1 Unfall im Warm-Up
2 ursprünglicher Einsatzwagen
3 nicht qualifiziert

### Nur in der Meldeliste
Hier finden sich Teams, Fahrer und Fahrzeuge, die ursprünglich für das Rennen gemeldet waren, aber aus den unterschiedlichsten Gründen daran nicht teilnahmen.
| Pos. | Klasse | Nr. | Team                  | Fahrer                               | Chassis                  |
| ---- | ------ | --- | --------------------- | ------------------------------------ | ------------------------ |
| 34   | C1     | 10  | Porsche Kremer Racing | James Weaver                         | Porsche 962C             |
| 35   | C1     | 22  | Portman Lamborghini   | Tiff Needell Mauro Baldi             | Lamborghini Countach QVX |
| 36   | C2     | 80  | Carma FF              | Martino Finotto Carlo Facetti        | Alba AR6                 |
| 37   | C2     | 88  | Ark Racing            | Max Payne Rudi Thomann Chris Ashmore | Ceekar 83J-1             |
| 38   | C2     | 91  | PC Automotive         | Richard Piper David Brodie           | Royale RP40              |

### Klassensieger
| Klasse | Fahrer                  | Fahrer       | Fahrzeug        | Platzierung im Gesamtklassement |
| ------ | ----------------------- | ------------ | --------------- | ------------------------------- |
| C1     | Bob Wollek              | Mauro Baldi  | Porsche 956 GTi | Gesamtsieg                      |
| C2     | Ray Mallock             | David Leslie | Ecosse C286     | Rang 7                          |
| GTP    | kein Teilnehmer im Ziel |              |                 |                                 |

### Renndaten
- Gemeldet: 38
- Gestartet: 30
- Gewertet: 18
- Rennklassen: 3
- Zuschauer: 40.000
- Wetter am Renntag: warm und wolkig
- Streckenlänge: 4,207 km
- Fahrzeit des Siegerteams: 5:53:44,430 Stunden
- Gesamtrunden des Siegerteams: 236
- Gesamtdistanz des Siegerteams: 992,660 km
- Siegerschnitt: 168,371 km/h
- Pole Position: Hans-Joachim Stuck – Porsche 956B (#7) – 1:16,270 = 198,535 km/h
- Schnellste Rennrunde: Bob Wollek – Porsche 956 GTi (#14) – 1:18,680 = 192,453 km/h
- Rennserie: 5. Lauf zur Sportwagen-Weltmeisterschaft 1986